# Латвийское самоуправление
Латвийское самоуправление (нем. Landesselbstverwaltung; латыш. zemes pašpārvalde) — марионеточный орган власти, созданный под руководством нацистской гражданской оккупационной администрации на территории Латвии. Параллельно с этим создавались и другие местные самоуправления в Беларуси (Белорусская центральная рада) Эстонии (Эстонское самоуправление) и Литве (Литовская местная администрация).

## Начальный этап до формирования самоуправления
После борьбы местных коллаборационистов за симпатию гитлеровской администрации, которая продолжалась всё лето 1941 года, генеральный комиссар Латвии Генрих Лозе 20 сентября 1941 года издал приказ, который запрещал на территории Прибалтики любые объединения и собрания, а также создание каких-либо политических партий и организаций. Дело в том, что до начала сентября между собой активно конкурировал ряд нацистских группировок, которые стремились «понравиться» оккупационным властям (группа сторонников экс-министра финансов ульманисовского правительства Альфреда Валдманиса, члены «Перконкрустса», члены «Центрального Комитета освобождённой Латвии» под руководством полковника генштаба Эрнеста Крейшманиса и так далее). Несмотря на создание местного самоуправления практическое руководство Латвией (как и другими захваченными прибалтийскими республиками) осуществляли генеральные комиссары на основе «Организационного указа», изданного в ведомстве Альфреда Розенберга 7 марта 1942 года. Этот указ юридически закрепил статус и функции местного самоуправления. Немецкий генеральный комиссар имел право принимать любые меры административного характера, а любые меры, связанные с экономикой, также осуществлялись оккупационной администрацией.

## Борьба за создание самоуправления
Сперва немецкие руководители рассматривали возможность создания послушного «Совета доверенных лиц», во главе которого мог встать полковник Латвийской армии, писатель и публицист Александрс Пленснерс, который пользовался расположением начальника местного командования вермахта фон Рока, но вскоре планы гитлеровцев изменились. На вхождение в совет претендовал Валдманис. Окончательно немцы отказались от идеи по созданию «Совета» после того, как местное отделение гестапо проведало о планах Пленснера по формированию самостоятельного латвийского правительства, претендовавшего на более широкие полномочия. В итоге один из латышских коллаборационистов, полковник-лейтенант Виктор Деглавс, был застрелен неизвестными, когда направлялся в квартиру Пленснера на пересечении улиц Антонияс и Дзирнаву, а документы, которые он нёс с собой, исчезли. Официально было объявлено, что Деглавс покончил жизнь самоубийством. После этого Пленснер изменил стратегию отношений с гитлеровскими руководителями и перестал претендовать на власть.

## Создание "Земельного управления"
В середине августа 1941 года в Латвию возвращается экс-командир Курземской дивизии Оскар Данкерс. Он бежал из Латвии 20 июня 1940 года, опасаясь наказания со стороны органов советской власти. Вскоре после возвращения Данкерс, как видный пронемецкий представитель национального истеблишмента, удостоился встречи с генералом Францем фон Роком. Руководитель местного отделения вермахта высказался по поводу необходимости предоставить местные территории в управление лицам латышской национальности. Таким образом, Данкерсу был дан намёк, что его кандидатура в качестве латыша-управителя может быть рассмотрена гитлеровской администрацией. Данкерс выслушал предложение и обещал подумать и дать ответ в течение двух дней, после чего отправился на консультацию с экс-президентом Латвии Альбертом Квиесисом. Бывший глава республики фактически одобрил намерение Данкерса и укрепил его в необходимости согласиться с предложением. После этого Оскар Данкерс вновь явился на аудиенцию к фон Року, после чего уже 21 августа тот уполномочил Данкерса на управление частью оккупированной территорией Латвии, но не всей. На начальном этапе регламентирования новой административной структуры создавалось так называемое «Земельное управление», в состав которого входили пять человек. Помимо них в Земельное управление также входили подполковник Волдемар Вейс, начальник всей латышской вспомогательной полиции и один их лидеров «Перконкрустса» Эвалдс Андерсонс.

## Полномочия местного самоуправления
Вскоре была дана санкция на формирование самоуправления. Глава местного самоуправления в Латвии назначался генеральным комиссаром (то есть Дрехслером) после консультации с рейхскомиссаром (Лозе). Полномочия главы самоуправления, которым неизменно являлся Оскар Данкерс, заключались в следующем: 1. давать указания директорам (которых немцы часто называли «советниками») самоуправления, предварительно согласовывая их с генеральным комиссаром; 2. после обсуждения с Дрекслером определять сферу деятельности каждого из директоров, а также его функции и обязанности; 3. издавать распоряжения по вопросам, не затрагивающим сферу рейхскомиссара по предложению любого директора и после обсуждения предложения с генеральным комиссаром. Сами директора самоуправления имели право: 1. издавать распоряжения в рамках своей сферы (любое из этих распоряжений могло быть отменено Дрекслером по его личному усмотрению); 2. все чиновники из департамента,  который возглавлял тот или иной директор (ниже его по иерархии), могли быть назначены этим директором, но глава самоуправления или генеральный комиссар могли отменить его распоряжение.

## Структура самоуправления
Латвийское самоуправление имело трёхуровневую структуру. На первом уровне существовало окружное самоуправление во главе с окружным комиссаром (старостой, который по сути представлял собой «сельского старшину»). Окружные старосты отвечали за вопросы управления, но только не в сфере права. Их назначали по приказу генерального комиссара по предложению гебитскомиссара. Также в их назначении мог принимать участие глава самоуправления Данкерс. Надзор за деятельностью таких уездных старост осуществлял директор по вопросам внутренних дел. Этот пост также по совместительству занимал Данкерс. На следующем уровне существовало городское самоуправление во главе с городским старостой (бургомистром). В соответствии с предложением Данкерса  городские и окружные старосты назначались сперва самим Данкерсом, который утверждал кандидатуры в качестве директора, а затем этих кандидатов должен был одобрить Дрекслер. Окружные старосты осуществляли контроль за деятельностью волостных и городских старост, но решающее слово принадлежало гебитскомиссарам. На всех трёх уровнях регионального самоуправления издавались распоряжения, за исполнением которых следили гебитскомиссары. На третьем уровне существовали уездные (волостные) самоуправления,  которые возглавляли уездные старосты.

## Члены самоуправления
После создания Латвийского самоуправления фаворит нацистских руководителей оккупированной Латвии Оскар Данкерс официально получил должность генерал-директора департамента внутренних дел и верховного руководителя Латвийского самоуправления. Он родился в 1883 году. В 1902 году вступил в российскую армию добровольцем. С 1906 года поступил на службу лейтенантом Выборгской крепости. С 1919 года он вступил в Латвийскую армию, где в качестве командира Земгальской дивизии принимает активное участие в борьбе с войсками большевиков. В 1940 году репатриировался в Германию, прикрывшись немецкой национальностью. В июне 1941 года Данкерс возвращается в Латвию, являясь латышом.
Должность директора по вопросам хозяйства занимал Вальдемар Загарс. Родился в 1904 году. В Латвии периода диктатуры Ульманиса занимал должность заведующего сектором торговых и сельскохозяйственных вопросов экспортного отдела Министерства финансов Латвии. В советской Латвии занимал должность в тресте местной промышленности.
Директором финансов являлся Янис Скуевиц. С 1920 года он занимал различные должности в латвийском министерстве финансов. С 1933 года некоторое время занимал пост директора департамента государственного хозяйства. После установления советской власти в Латвии скрылся в деревне и не проявлял активности.
Директор юстиции — Альфред Валдманис. Родился в 1908 году. Министр финансов Латвии с 1933 по 1939 год. В советское время не работал. На начальном этапе нацистской оккупации принимал участие в борьбе за формирование структур власти в качестве влиятельной политической фигуры, имел шансы возглавить самоуправление, однако немецкое командование остановилось на личности Данкерса. Позднее на посту директора Валдманиса сменил экс-президент Латвийской Ренспублики Альберт Квиесис.
Директором просвещения был Мартиньш Приманис. Ректор университета в межвоенной Латвии. В 1941 году уехал из Латвию в Германию, но вскоре вернулся в обозе гражданских оккупационных структур.
Директор техники и путей сообщения — Оскар Лейманис. Родился в 1891 году. В Латвии межвоенного периода был начальником отдела в Главном управлении железных дорог. Был отстранён от этой должности после советизации Латвии.
При директории находилось также ревизионное управление, которое возглавил Петерис Ванагс. Он родился в 1883 году. В Латвии межвоенного периода был членом Госконтроля.

## По поводу 18 ноября

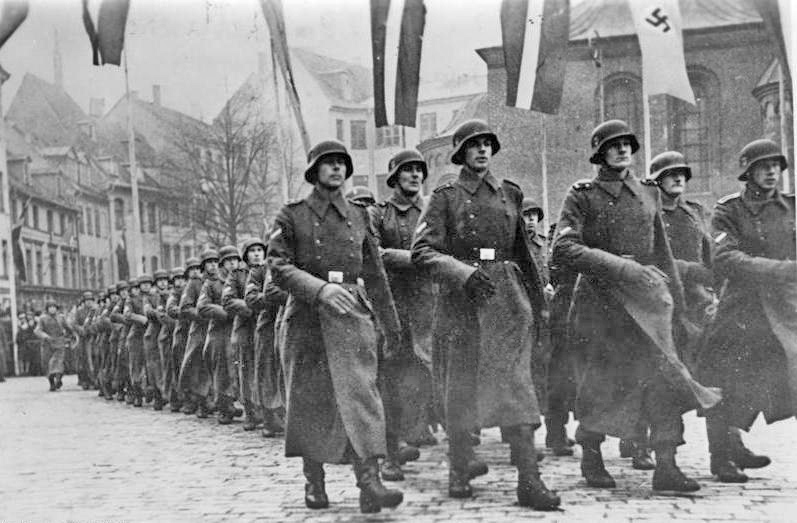
Парад латышских легионеров в честь дня основания Латвийской республики.
Рига, Домская площадь. 18 ноября 1943 года.

В марте 1942 года по итогам указа Розенберга окончательно были определены полномочия самоуправления Латвии. Однако ещё по распоряжению Лозе Дрекслеру от 5 ноября 1941 года можно судить о подлинном уровне самостоятельности этого органа власти: «Указываю, что 18 ноября, в день, когда прежнее латышское свободное государство праздновало свою независимость, не должны проводиться никакие мероприятия, на которых особо подчеркивалась бы былая независимость, напоминающие о ней либо пробуждающие надежду на независимость в будущем… Если латыши предусмотрят мероприятия, противоречащие духу вышеупомянутого указания, они всеми средствами (в случае необходимости – полицейскими) должны быть предотвращены».
Несмотря на это, уже в следующем году день основания Латвийской республики отмечался официально, в том числе и с парадом латышских легионеров в центре Риге на Домском пощаде.

## Формирование Латышского легиона СС
Неоднозначна роль директоров Латвийского самоуправления и в формировании Латышского легиона СС. 29 января 1943 года произошла одна из ключевых встреч по этой теме между представителями местного самоуправления Данкерса и Валдманиса с генерал-майором Вальтером Шредером. Незадолго до этой встречи представители латвийской директории устроили собрание в кабинете у советника по делам юстиции Альфреда Валдманиса, чтобы совместно выработать позицию по вопросу призыва латышей в воинские формирования Третьего рейха. По итогам дискуссии чиновники самоуправления пришли к трём основополагающим принципам, связанным с формированием легиона: «1) Необходимо отличать добровольческое вступление от мобилизации, поскольку первое нельзя запретить, а второе нельзя разрешить; 2) Кровь латышей можно проливать только за свободу Латвии, и в том случае, если нет абсолютных гарантий, что латышские силы будут служить только латышскому народу, нельзя поддерживать ни мобилизацию, ни добровольческие акции; 3) В таком случае позиция против немцев должна быть такой: мы хотели бы, но не можем. У нас нет прав. Верните независимость, и латыши свою свободу защитят». Несмотря на эти принципы, решение о формировании легиона было так или иначе принято немецкой администрацией и Латвийское самоуправление, не имея реальных рычагов влияния, вынуждено было согласиться с выдвинутыми им условиями. По итогам последующего разговора со Шредером директора последовательно отступились от своих принципов и в итоге дали согласие на формирование латышских воинских частей.
В этот же день в 9.30 в помещении генерального комиссариата прошло собрание членов Латвийского самоуправления, в котором приняли участие представители немецкого командования. На совещании присутствовали: генерал-майор Вальтер Шредер, руководители главной части – Симм и Борке, а со стороны латышских директоров: советник по просвещению Мартиньш Приманис, Волдемарс Загерс, советник по финансам Янис Скуевиц, Оскар Лейманис, глава ревизионного управления Ванагс, Альфред Валдманис, а руководил заседанием генеральный комиссар Отто-Генрих Дрекслер. Во время этого совещания его участникам удалось обсудить четыре важных вопроса: 1) Возможности формирования «добровольческого» легиона; 2) Способствование рождаемости латышей; 3) Аресты рядовых; 4) Правовое и иерархическое положение латышского самоуправления. В ходе обсуждения первого вопроса Валдманис заявил, что для него приоритетом является независимость Латвии, которую он предпочёл бы получить из рук немцев, но он выразил скепсис по поводу формирование легиона на добровольческой основе, отметив, что оно «не будет успешным», но, возможно, «несколько тысяч присоединятся». В ответ Шредер привёл в пример Литву, где «в местный легион вступили 30 000 человек». Валдманис ответил, что в Латвии такой отзывчивости вряд ли можно ожидать. Тогда Дрекслер обратился к Данкерсу с вопросом, что можно было бы сделать для более эффективного формирования латышского легиона, на что Данкерс предположил, что можно объявлять мобилизацию несколько раз в год. Валдманис со своей стороны отметил, что «в таком случае это уже не будет добровольным».
Уже 5 февраля 1943 года на следующем заседании Латвийского самоуправления советники просто были поставлены перед фактом, что сегодня в газете «Tēvija» ожидается публикация распоряжения о том, что всем офицерам и инструкторам необходимо пройти регистрацию в полицейских участках. Распоряжение о регистрации было отдано Вальтером Шредером. Фактически состоялся первый шаг на пути к формированию латышских боевых единиц, с которым беспрекословно согласились латвийские директора.
Несмотря на то, что немецкое командование к 24 февраля ещё не получило согласия от Латвийского самоуправления о формировании легиона, Лозе единолично опубликовал в газете «Тевия» пропагандистское воззвание с агитацией вступать в легион. 27 февраля тот же пронацистский орган печати публикует воззвание штандартенфюрера Хейно Хиртеса, незадолго до этого прибывшего в Ригу, о формировании легиона. Перед Хиртесом была поставлена задача координировать работу призывных пунктов. На протяжении всего времени формирования легиона местное самоуправление во главе с Данкерсом фактически не имело решающего голоса; его ставили перед уже свершившимся фактом немецкие администраторы, которым необходимо было формальное одобрение со стороны директоров, хотя зачастую обходились даже без него.
Переговоры между немецким командованием и Латвийским самоуправлением по этому вопросу длились довольно долго. В целом при формировании легиона роль Латвийского самоуправления часто сводилась к составлению и воспроизведению агитационных прокламаций. Так, 11 марта 1943 года публично прозвучал призыв Данкерса к латышским молодым людям вступать в сформированный легион СС:
«Все для победы! Призыв самоуправления латвийского генерального округа. Вождь Великой Германии 10 февраля с.г. согласился сформировать латышский добровольческий легион СС. Самоуправления латвийского генерального округа обращается к латышским мужчинам с призывом: Латышские воины! Европа объединяется в святой войне, чтобы уничтожить большевизм, который угрожает затопить кровью и слезами наш континент. … Сегодня мы осознаем, что бороться с большевизмом нужно до победы, плечом к плечу с главным носителем щита Европы – немецким народом и их союзников. … На днях основан латышский легион, в который уже вступили многие латышские юноши и мужчины. … Вступайте в ряды латышского легиона, которым руководит латышский генерал. … Все для победы!».

## Роспуск
Осенью 1944 года Латвийское самоуправление было распущено, поскольку надобность в нём на финальном этапе войны отпала. Данкерс в очередной раз репатриировался в Германию, где ему объявили о том, что его роль сыграна и нацистская администрация в его услугах больше не нуждается. Большая часть директоров самоуправления Латвии и чиновников из департаментов эмигрировала в западноевропейские страны (Швеция, Германия, Бельгия), США, Канаду, Австралию.